# VfL Waiblingen Handball

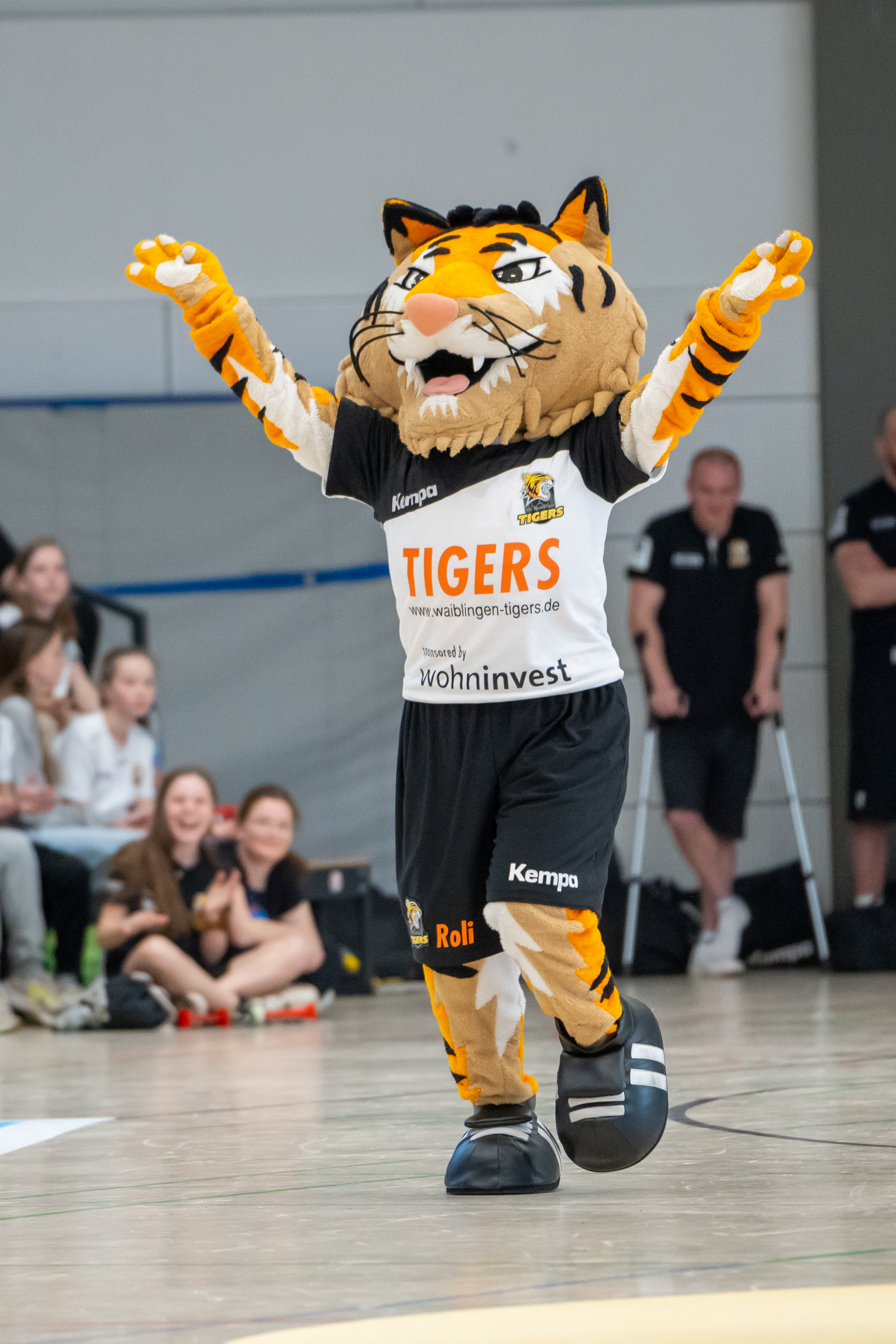
Maskottchen der Tigers 2024

Der Verein für Leibesübungen Waiblingen Handball e. V. (kurz VfL Waiblingen Handball e. V.) ist ein deutscher Handballverein aus Waiblingen bei Stuttgart. Der Verein ging am 15. März 2014 aus dem VfL Waiblingen hervor. Bekannt ist der Verein vor allem wegen seiner Frauenmannschaft, die in der Saison 2017/2018 in einer Spielgemeinschaft mit dem SC Korb als FSG Waiblingen/Korb in der 2. Bundesliga antrat. In der Saison 2022/23 trat die Mannschaft als VfL Waiblingen in der Bundesliga an, stieg aber am Ende der Saison wieder ab.

## Geschichte
Der VfL Waiblingen Handball e. V. wurde am 15. März 2014 in der Geschäftsstelle des Handballbezirk Rems/Stuttgart gegründet. Die neue Satzung wurde von 15 Gründungsmitgliedern unterschrieben. Ein Grund für die Ausgliederung der Handballabteilung aus dem VfL Waiblingen war die Haftung des Hauptvereins. So führte die Handballabteilung in den Jahren 2004 bis 2007 Sozialversicherungsbeiträge nicht korrekt an das Finanzamt ab, was die Nachzahlung eines fünfstelligen Betrags nach sich zog.

## Erfolge
Erste Frauenmannschaft:
- Saison 2014/15: 3. Liga Süd, Platz 4
- Saison 2015/16: 3. Liga Süd, Platz 9
- Saison 2016/17: 3. Liga Süd, Platz 8

- Saison 2017/18: 2. Bundesliga, Platz 8 (als FSG Waiblingen/Korb)
- Saison 2018/19: 2. Bundesliga, Platz 6
- Saison 2019/20: 2. Bundesliga, Platz 5
- Saison 2020/21: 2. Bundesliga, Platz 6
- Saison 2021/22: 2. Bundesliga, Platz 1, Aufstieg in die Bundesliga
- Saison 2022/23: Bundesliga, Platz 14, Abstieg in die 2. Bundesliga
- Saison 2023/24: 2. Bundesliga, Platz 10
- Saison 2024/25: 2. Bundesliga, Platz 10

Erste Männermannschaft:
- Saison 2016/17: Württemberg-Liga Nord, 4. Platz
- Saison 2022/23: Oberliga Baden-Württemberg, 2. Platz, Aufstieg in die 3. Liga[5]
- Saison 2023/24: 3. Liga, 15. Platz. Abstieg in die Regionalliga
- Saison 2024/25: Regionalliga, 6. Platz

## Kader der ersten Frauenmannschaft für die Saison 2024/25
| 01                       | Danemark    | Sarah Nørregaard Thomsen       | Tor                           |        | 3. Aug. 2004  | 20 | 2024 | Skanderborg Håndbold Elite Akademie |
| 12                       | Deutschland | Antonia Thurner                | Tor                           |        | 26. Apr. 2000 | 25 | 2024 | HCD Gröbenzell                      |
| 03                       | Deutschland | Vivienne Hildebrandt           | Rückraum Mitte                |        | 2. März 2004  | 21 | 2024 | BV Garrel                           |
| 04                       | Deutschland | Isabel Toth                    | Rückraum links                |        | 4. Juni 2000  | 24 | 2024 | HSG Würm-Mitte                      |
| 06                       | Deutschland | Lena Siebert                   | Linksaußen                    |        | 14. Sep. 2006 | 18 | 2024 | SG Schozach-Bottwartal              |
| 08                       | Deutschland | Belen Gettwart                 | Rückraum Mitte                | 1,73 m | 15. März 2002 | 23 | 2024 | HCD Gröbenzell                      |
| 10                       | Deutschland | Isabel Kattner                 | Kreismitte                    | 1,90 m | 17. Okt. 2000 | 24 | 2024 | HCD Gröbenzell                      |
| 11                       | Deutschland | Lena Klingler                  | Rückraum links/Linksaußen     | 1,75 m | 3. Okt. 2000  | 24 | 2019 | HCD Gröbenzell                      |
| 13                       | Deutschland | Samira Brand                   | Rückraum links/Rückraum Mitte | 1,78 m | 13. Mai 1995  | 30 | 2021 | Kurpfalz Bären                      |
| 15                       | Deutschland | Lotta Gerstweiler              | Rückraum rechts               |        | 19. Feb. 2003 | 22 | 2024 | TG Nürtingen                        |
| 18                       | Deutschland | Kimberly Gisa                  | Kreismitte                    | 1,77 m | 8. Feb. 2003  | 22 | 2022 | SV Allensbach                       |
| 25                       | Deutschland | Maxime Luber                   | Linksaußen                    | 1,72 m | 25. Nov. 2002 | 22 | 2023 | SG H2Ku Herrenberg                  |
| 56                       | Ungarn      | Laura Nagy                     | Rückraum links                | 1,90 m | 23. Apr. 2003 | 22 | 2024 | BSV Sachsen Zwickau                 |
| 70                       | Deutschland | Friederike Jacobi von Wangelin | Rückraum rechts               |        |               |    | 2024 | TV Nellingen                        |
| 77                       | Deutschland | Maren Keil                     | Rechtsaußen                   | 1,74 m | 10. Aug. 2005 | 19 | 2024 | TSV Wolfschlugen                    |
| 96                       | Deutschland | Lara Eckhardt                  | Rückraum links                | 1,78 m | 24. Nov. 1996 | 28 | 2022 | Kurpfalz Bären                      |
| Stand: 6. September 2024 |             |                                |                               |        |               |    |      |                                     |

### Trainer
| Nat.      | Name   | Position | Geburtsdatum |
| --------- | ------ | -------- | ------------ |
| unbekannt | vakant | Trainer  |              |

### Transfers zur Saison 2024/25
| Zugänge                 | Zugänge                        | Zugänge                             |
| Nation                  | Name                           | abgebender Verein                   |
| ----------------------- | ------------------------------ | ----------------------------------- |
| Deutschland             | Laura Waldenmaier              | TV Nellingen                        |
| Deutschland             | Isabel Kattner                 | HCD Gröbenzell                      |
| Danemark                | Sarah Nørregaard Thomsen       | Skanderborg Håndbold Elite Akademie |
| Deutschland             | Maren Keil                     | TSV Wolfschlugen                    |
| Deutschland             | Belen Gettwart                 | HCD Gröbenzell                      |
| Deutschland             | Isabel Toth                    | HSG Würm-Mitte                      |
| Deutschland             | Friederike Jacobi von Wangelin | TV Nellingen                        |
| Deutschland             | Lotta Gerstweiler              | TG Nürtingen                        |
| Deutschland             | Vivienne Hildebrandt           | BV Garrel                           |
| Deutschland             | Lena Siebert                   | SG Schozach-Bottwartal              |
| Deutschland             | Antonia Thurner                | HCD Gröbenzell, Oktober 2024        |
| Stand: 11. Oktober 2024 |                                |                                     |

| Abgänge                 | Abgänge           | Abgänge                      |
| Nation                  | Name              | aufnehmender Verein          |
| ----------------------- | ----------------- | ---------------------------- |
| Deutschland             | Celina Meißner    | Frisch Auf Göppingen         |
| Deutschland             | Matilda Ehlert    | HSG Bensheim/Auerbach        |
| Deutschland             | Lea Grießer       | HC Rödertal                  |
| Deutschland             | Svenja Wunsch     | Ziel unbekannt               |
| Deutschland             | Vanessa Nagler    | Karriereende                 |
| Deutschland             | Magdalena Probst  | 1. FSV Mainz 05              |
| Deutschland             | Leonie Henkel     | Auszeit                      |
| Deutschland             | Laura Waldenmaier | Ziel unbekannt, Oktober 2024 |
| Deutschland             | Julia Herbst      | Ziel unbekannt, Februar 2025 |
| Stand: 15. Februar 2025 |                   |                              |

### Transfers zur Saison 2025/26
| Zugänge                 | Zugänge       | Zugänge           |
| Nation                  | Name          | abgebender Verein |
| ----------------------- | ------------- | ----------------- |
| Deutschland             | Romy Allgaier | TV Nellingen      |
| Deutschland             | Laura Hoke    | TV Nellingen      |
| Stand: 15. Februar 2025 |               |                   |

| Abgänge                | Abgänge      | Abgänge             |
| Nation                 | Name         | aufnehmender Verein |
| ---------------------- | ------------ | ------------------- |
| Deutschland            | Lena Siebert | Ziel unbekannt      |
| Stand: 6. Februar 2025 |              |                     |

## Trainer
- Klaus Hüppchen (Februar 2025 – April 2025)
- Kai Freese (Juli 2024 – Januar 2025)
- Hans Henrik Christensen  (Januar 2024 – Juni 2024)
- Ulf Hummel und Ralf Babel (Dezember 2023 – Januar 2024)
- Aleksandar Knežević (2023 – Dezember 2023)
- Thomas Zeitz (2020 – 2023)
- Jürgen Krause (2017 – 2018)

## Spielstätte
Nach anderthalbjähriger Sanierung wurde am 20. Oktober 2018 das erste Heimspiel in der Waiblinger Rundsporthalle ausgetragen. Diese wurde für rund 4,3 Millionen Euro von der Stadt Waiblingen erneuert. In der Zwischenzeit musste der Spielbetrieb in das Staufer-Schulzentrum ausgelagert werden. Die sanierte Halle fasst insgesamt 763 Zuschauer. Die fest installierte Tribüne hat 483 Sitzplätze und etwa 100 Stehplätze. Dazu kommen 180 weitere Plätze auf mobilen Tribünen.